# 27114 Lukasiewicz
Lukasiewicz (1998 WG2) è un asteroide della fascia principale. È stato scoperto nel 1998 da Paul Comba nell'osservatorio di Prescott, Arizona. L'asteroide è stato dedicato al matematico polacco Jan Łukasiewicz.
Lukasiewicz presenta un'orbita caratterizzata da un semiasse maggiore pari a 3,2273026 UA e da un'eccentricità di 0,1533533, inclinata di 2,09650° rispetto all'eclittica.